# Universität Navarra

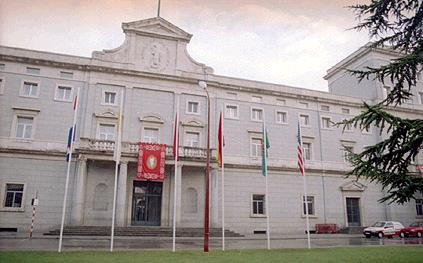
Hauptgebäude der Universität von Navarra

Die Universität von Navarra (spanisch Universidad de Navarra; baskisch Nafarroako Unibertsitatea; lateinisch Universitas Studiorum Navarrensis) ist eine private Universität kirchlichen Rechts mit Hauptsitz in Pamplona in Spanien, die als korporatives Apostolatswerk der katholischen Personalprälatur vom Heiligen Kreuz und Opus Dei geführt wird. Großkanzler der Universität ist der jeweilige Opus-Dei-Leiter (seit 1982 Prälat) in Rom.
Sie ist nicht zu verwechseln mit der 1987 gegründeten Staatlichen Universität von Navarra (Universidad Pública de Navarra).

## Geschichte
Die Hochschule wurde 1952 als „Studium Generale von Navarra“ gegründet; 1960 erhielt sie ihre heutige Bezeichnung. Die Entscheidung zur Gründung einer eigenen Universität in Spanien hatte Josemaría Escrivá, der Gründer und oberste Leiter des Opus Dei, getroffen. Aufgebaut wurde sie auf dessen Weisung von Ismael Sánchez Bella (1922–2018), einem spanischen Rechtshistoriker, der seit 1940 dem Opus Dei angehörte. Er wurde von 1954 bis 1960 erster Rektor der Hochschule und blieb bis 1986 ihr Vizerektor.

## Hochschule
Nach der Einrichtung einer medizinischen Fakultät im Jahre 1954 wurde 1960 eine Universitätsklinik aufgebaut. Daneben gehören zum medizinischen Forschungsbereich das Zentrum für Angewandte Medizinische Forschung (CIMA). Seit 1958 bietet das Instituto de Estudios Superiores de la Empresa (IESE) Weiterbildung für Topmanager in einem internationalen Umfeld an. Das IESE hat seinen Sitz in Barcelona mit Ablegern in Madrid, New York, München und São Paulo. In San Sebastian bietet die Escuela Superior de Ingenería Ingenieurwissenschaften und das Instituto Superior de Secretariado y Administración Studienmöglichkeiten in Verwaltungswissenschaften an, seit 1964 wird an der Instituto Superior de la Universidad de Navarra (ISSA) Management- und Direktionsassistenten ausgebildet.
Die Universität ist in verschiedenen Partnerhochschulen in Argentinien, Kolumbien, Chile, Italien, Mexiko, Peru, Venezuela, Uruguay und auf den Philippinen engagiert.
An der Universität wurden bis zum Jahr 2000 circa 4.600 Doktorarbeiten erstellt und über 55.000 Studenten mit Diplom ausgebildet. Die Betreuungsquote liegt bei einem Professor und sechs Studenten.
Die Universität bietet Studienmöglichkeiten in 27 grundständigen Fachrichtungen sowie in über 300 postgraduierten Programmen an.

## Zahlen zu den Studierenden und den Dozenten
An der Universität Navarra (Universidad de Navarra) waren 2021/2022 insgesamt 12.779 Studierende eingeschrieben, davon 8.924 für einen ersten Studienabschluss, 2.779 für einen Masterabschluss und 1.076 für eine Promotion. 3.801 waren internationale Studenten. 2019 waren es 11.988 Studierende, davon 3378 internationale, 8552 für einen Bachelor- oder Diplomabschluss, 1323 für einen Master und 1057 Doktoranden. 2019 hatte die Universität 428 Vereinbarungen mit anderen Universitäten, darunter die Columbia University, die University of Hong Kong (China) und die Oxford University (Vereinigtes Königreich). 2022 zählte die Universität 179.489 lebende Personen zu ihren Ehemaligen (Alumni).
2006/2007 waren es etwa 15.200 Studierende und 2715 Mitarbeiter gewesen.

## Kritik hinsichtlich des Umgangs mit Homosexualität
Die Universität sieht sich seitens Wissenschaft und Gesellschaft regelmäßiger internationaler Kritik hinsichtlich ihres Umgangs mit Homosexualität ausgesetzt. So versuchen Wissenschaftler der Universität von Navarra seit mehreren Jahrzehnten mit teils pseudowissenschaftlichen Methoden, Erkenntnisse darüber zu erzeugen, dass es sich bei Homosexualität um eine Krankheit handelt. Ferner beschäftigt die katholische Universität sowohl in ihrem Lehrbetrieb, als auch in ihrem Universitätsklinikum Wissenschaftler und Ärzte, die der Überzeugung sind, dass Homosexualität geheilt werden könne. Insbesondere aufgrund dessen, dass die Weltgesundheitsorganisation bereits 1990 klarstellte, dass es sich bei Homosexualität nicht um eine Krankheit handelt, als auch der fortgeschrittenen Sexualaufklärung, sorgen die radikalen Positionen der Forscher der Universität von Navarra regelmäßig für Empörung bei nationalen und internationalen Wissenschaftlern. Im August 2019 machte die katholische Universitätsklinik von Navarra in Spanien Schlagzeilen, nachdem sie Homosexualität als Faktor für Gastroenteritis verantwortlich gemacht hatte.

## Persönlichkeiten
- Guilherme Braga da Cruz, 1964 Annahme der Ehrendoktorwürde
- Juan Cabrera y Felipe, 1964 Annahme der Ehrendoktorwürde
- Miguel Sancho Izquierdo, 1964 Annahme der Ehrendoktorwürde
- Ralph M. Hower, 1967 Annahme der Ehrendoktorwürde
- Carlos Jiménez Díaz, 1967 Verleihung der Ehrendoktorwürde (postum)
- Willy Onclin (1905–1989, belgischer Konzilstheologe), 1967 Annahme der Ehrendoktorwürde
- Jean Roche (1901–1992, französischer Biochemiker), 1967 Annahme der Ehrendoktorwürde
- Otto B. Roegele, 1967 Annahme der Ehrendoktorwürde
- Juan Contreras y López de Ayala, 1972 Annahme der Ehrendoktorwürde
- Franz Hengsbach, 1972 Annahme der Ehrendoktorwürde[15]
- Erich Letterer, 1972 Annahme der Ehrendoktorwürde
- Paul Ourliac, 1972 Annahme der Ehrendoktorwürde
- Jérôme Lejeune, 1972 Annahme der Ehrendoktorwürde[16]
- Elizabeth Anscombe, 1989 Annahme der Ehrendoktorwürde
- Roger Etchegaray, 1989 Annahme der Ehrendoktorwürde
- José M. Lacarra y de Miguel, 1989 Annahme der Ehrendoktorwürde
- John H. McArthur, 1989 Annahme der Ehrendoktorwürde
- Ángel Santos Ruiz, 1989 Annahme der Ehrendoktorwürde
- Christopher M. Sellars, 1989 Annahme der Ehrendoktorwürde
- Jorge Carreras Llansana, 1989 Annahme der Ehrendoktorwürde
- Francesco Cossiga, 1989 Annahme der Ehrendoktorwürde
- Manuel Elices, 1989 Annahme der Ehrendoktorwürde
- Rafael Frühbeck, 1989 Annahme der Ehrendoktorwürde
- Leo Scheffczyk, 1989 Annahme der Ehrendoktorwürde
- Robert Spaemann, 1994 Annahme der Ehrendoktorwürde
- Tadeusz Styczeń, 1994 Annahme der Ehrendoktorwürde
- Joseph Ratzinger, 1998 Annahme der Ehrendoktorwürde
- Julian L. Simon, 1998 Annahme der Ehrendoktorwürde
- Douwe Breimer, 1998 Annahme der Ehrendoktorwürde
- Damian Bryl, promovierte 1999 an der Universität Navarra
- Mary Ann Glendon, 2003 Annahme der Ehrendoktorwürde
- Anthony Kelly, Materialwissenschaftler, 2003 Annahme der Ehrendoktorwürde[17]
- Antonio María Rouco Varela, 2003 Annahme der Ehrendoktorwürde
- Peter Erdö, 2003 Annahme der Ehrendoktorwürde
- Antonio López García, 2011 Annahme der Ehrendoktorwürde
- Joseph H. H. Weiler, 2011 Annahme der Ehrendoktorwürde
- Margaret S. Archer, 2019 Annahme der Ehrendoktorwürde
- Ruth Fine, 2019 Annahme der Ehrendoktorwürde
- Rafael Moneo, 2019 Annahme der Ehrendoktorwürde
- Robert G. Picard, 2019 Annahme der Ehrendoktorwürde

## Fakultäten
- Rechtswissenschaften
- Kanonisches Recht
- Naturwissenschaften
- Kommunikationswissenschaften
- Kirchliche Philosophie
- Ökonomie und Management
- Pharmazie
- Geistes- und Sozialwissenschaften
- Medizin
- Theologie
- IESE Business School
- Architektur
- Ingenieurwissenschaften
- Pflegewissenschaften
- ISSA School of Management Assistants
- ISEM Fashion Business School